# Condado de Rensselaer
El condado de Rensselaer (en inglés: Rensselaer County) fundado en 1791 es un condado en el estado estadounidense de Nueva York. En el 2000 el condado tenía una población de 152,538 habitantes en una densidad poblacional de 90 personas por km². La sede del condado es Troy.

## Geografía
Según la Oficina del Censo, el condado tiene un área total de 1722 km² (664,9 mi²), de la cual 1694 km² (654,1 mi²) es tierra y 30 km² (11,6 mi²) (1.72%) es agua.

### Condados adyacentes
- Condado de Washington, Nueva York - norte
- Condado de Bennington, Vermont - noreste
- Condado de Berkshire, Massachusetts - sureste
- Condado de Columbia, Nueva York - sur
- Condado de Greene, Nueva York - suroeste
- Condado de Albany, Nueva York - oeste
- Condado de Saratoga, Nueva York - noroeste

## Demografía
En el 2000 la renta per cápita promedia del condado era de $42,905, y el ingreso promedio para una familia era de $52,864. En 2000 los hombres tenían un ingreso per cápita de $36,666 versus $28,153 para las mujeres. El ingreso per cápita para el condado era de $21,095. Alrededor del 11.90% de la población estaba bajo el umbral de pobreza nacional.

## Localidades
| - Averill Park - Berlin (pueblo) - Brunswick (pueblo) - Castleton-on-Hudson (villa) - East Greenbush (pueblo) - East Nassau (villa) - Grafton (pueblo) - Hampton Manor - Hoosick Falls (villa) - Hoosick (pueblo) - Nassau (pueblo) - Nassau (villa) - North Greenbush (pueblo) | - Petersburgh (pueblo) - Pittsptown (pueblo) - Poestenkill (pueblo) - Rensselaer (ciudad) - Sand Lake (pueblo) - Schaghticoke (pueblo) - Schaghticoke (villa) - Schodack (pueblo) - Stephentown (pueblo) - Troy (ciudad) - Valley Falls (villa) - West Sand Lake - Wynantskill |